# Reggenza di Indragiri Hulu
La reggenza di Indragiri Hulu (in lingua indonesiana: Kabupaten Indragiri Hilir) è una reggenza dell'Indonesia, situata nella provincia di Riau.